# 다나카 도모코
다나카 도모코(일본어: 田中 智子, 2001년 7월 16일 ~ )는 일본의 여자 축구 선수이다.

## 구단 경력
2016년 나데시코 리그의 세레소 오사카에 입단하였다. 2023년 WE리그로 승격하였다.

## 국가대표팀 경력
그녀는 2018년 FIFA U-17 여자 월드컵에 참가할 일본 U-17 국가대표팀에 발탁되었으며, 3경기에 출전, 1득점을 넣었다.